# Ганичкина, Октябрина Алексеевна
Октябрина Алексеевна Ганичкина (урождённая Винокурова; род. 2 февраля 1949, Кушва, Свердловская область) — советский и российский специалист по выращиванию сельскохозяйственных культур, телеведущая и писательница, автор книг и статей на тему огородничества, колумнист газеты «Известия» (2002—2007). На телевидении вела программы «Советы огородникам», «Огород — круглый год». Сейчас ведущая программы «Дачные феи» на телеканале «Бобёр». Яркая внешность и оригинальный подбор костюмов сделали её одной из самых запоминающихся персон на российском телевидении.

## Биография
Родилась 2 февраля 1949 года в городе Кушва Свердловской области в многодетной семье младшей из восьми детей. Своё имя получила в честь Октябрьской революции. В 1966 году поступила на факультет оптики Новосибирского института автоматики и электрометрии, с третьего курса перевелась в Свердловский сельскохозяйственный институт. На последних курсах училась заочно, 5 лет работала агрономом в овощеводческом совхозе. Окончила заочную аспирантуру УралНИИСХоза  (научный руководитель Анна Васильевна Юрина), в 1976 году в Ленинградском СХИ защитила кандидатскую диссертацию «Сорта и приемы выращивания огурца в осенне-зимний период в теплицах на Среднем Урале».
Некоторое время заведовала тепличным комбинатом в Верх-Нейвинске, с 1983 года работала в Оренбурге, с 1984 года — в Москве, в тепличном комбинате завода ЗИЛ и начальником цеха по благоустройству завода. Одновременно с 1985 года читала лекции в Политехническом музее.
В конце 1980-х опубликовала свои первые труды по садоводству и огородничеству, которых к настоящему времени насчитывается более 80.
В 1998 году впервые попала на телевидение в качестве эксперта в сельскохозяйственных вопросах в программе «Доброе утро» на Первом канале. В последующие годы много работала на разных каналах, выступала в программах «Утро», «Наш сад» и «Огород круглый год», в газете «Вечерняя Москва» вела рубрику «Сад и огород». Также вела радиопередачу «Советы огородникам». Колумнист газеты «Известия» (2002—2007, пятничные выпуски). Долгое время выступала колумнистом газет «Известия» и «Вечерняя Москва». В 2016 году на Первом канале вышел новый проект с её участием — «Дачные феи». Совместно с Юлией Ягафаровой является ведущей YouTube-канала «Жизнь на даче».

## Личная жизнь
Вышла замуж и взяла фамилию супруга, сын — Александр Владимирович Ганичкин, агроном.

## Сочинения
- Советы огородникам [Текст] : научно-популярное издание / О. А. Ганичкина. — Москва : Московский рабочий, 1985. — 112 с. : ил. ; 20 см. — (в пер.).
- Ганичкина Октябрина Алексеевна Овощные культуры на приусадебном участке :/ — М.: Знание , 1986 — 62с. [ экз.]
- Выращивание овощей на участке / О. А. Ганичкина. — М. : Знание, 1988. — 62,[2] с. : ил; 21 см. — (Новое в жизни, науке, технике. Сер. хоз-во; 8/1988).
- Советы огородникам / О. А. Ганичкина. — М. : Моск. рабочий, 1988. — 157 с. : ил.; 20 см; ISBN 5-239-00466-8 : 65 к.
- Овощные культуры на приусадебном участке / О. А. Ганичкина. — М. : Знание, 1988. — 62,[2] с. : ил.; 21 см; ISBN 5-07-000111-6 : 25 к.
- Моим огородникам : [Как можно получить большой урожай на маленьких участках] / О. А. Ганичкина. — 3-е изд., перераб. — М. : Знание, 1997. — 183,[5] с. : ил.; 21 см; ISBN 5-07-002780-8 : Б. ц.
- Советы огороднику / О. А. Ганичкина. — М. : Знание, 1991. — 62,[2] с. : ил.; 20 см. — (Новое в жизни, науке, технике. Сел. хоз-во; 7/1991).; ISBN 5-07-001775-6 : 30 к.
- Советы огородникам / О. А. Ганичкина. — М. : Мир книги, 1992. — 114,[3] с. : ил.; 20 см; ISBN 5-7043-0608-X : Б. ц.
- Моим огородникам / О. А. Ганичкина. — М. : Знание, 1995. — 190,[1] с. : ил.; 20 см. — (Дачное хозяйство).; ISBN 5-07-002712-3 : Б. ц.
- Моим огородникам : [Как можно больший урожай на мален. участках] / О. А. Ганичкина. — 2-е изд., перераб. — М. : Знание, 1996. — 190,[1] с. : ил.; 20 см; ISBN 5-07-002747-6 : Б. ц.
- Советы огороднику / Октябрина Алексеевна Ганичкина. — М. : Инсофт, [1992?]. — 114,[3] с. : ил.; 20 см. — (Огород — круглый год).; ISBN 5-88128-008-3 : Б. ц.
- Доpогим огоpодникам [] / О. А. Ганичкина . — М. : Пpофиздат, 1999. — 288 с. -
- Подарок садоводам и огородникам / Октябрина Алексеевна Ганичкина. — М. : Славян. дом кн., 2000. — 335, [1] с., [8] л. цв. ил. : ил.; 25 см; ISBN 5-93220-030-8
- Секреты моих урожаев / Октябрина Алексеевна Ганичкина. — М. : Славян. дом кн., 2001. — 365, [1] с. : ил., табл.; 21 см; ISBN 5-93220-023-5
- Ваш прекрасный сад : Практ. пособие для садоводов / Октябрина Алексеевна Ганичкина. — М. : Славян. дом кн., 2000. — 188, [1] с., [4] л. цв. ил. : ил.; 20 см; ISBN 5-93220-029-4
- Секреты моих урожаев [Текст] / Октябрина Алексеевна Ганичкина. — Москва : Дом славянской книги, 2013. — 365, [1] с. : ил., табл.; 21 см; ISBN 978-5-91503-286-5
- Подарок садоводам и огородникам / Октябрина Алексеевна Ганичкина. — М. : Славян. дом кн., 2003 (Архангельск : ИПП Правда Севера). — 335, [1] с., [8] л. цв. ил. : ил.; 25 см.
- Подарок садоводам и огородникам [Текст] : [полное энциклопедическое издание : 18+] / Октябрина Алексеевна Ганичкина. — Москва : Дом славянской книги, 2014. — 335, [1] с., [8] л. цв. ил. : ил., табл.; 25 см; ISBN 978-5-91503-288-9
- Декоративные растения вашего сада : деревья, кустарники, цветы / Октябрина Ганичкина. — Москва : Эксмо, 2008. — 222, [1] с. : цв. ил.; 24 см. — (Октябрина Ганичкина советует).; ISBN 978-5-699-28077-3 (В пер.)
- Огород как у Октябрины Ганичкиной [Текст] : все об овощах и зелени : [секреты выращивания самых популярных овощных и зеленных культур, проверенные новейшие препараты для защиты растений, лучшие урожайные сорта : 12+]. — Москва : Эксмо, 2019. — 318, [1] с. : ил., табл.; 21 см; ISBN 978-5-699-99933-0 : 3000 экз.
- Овощи [Текст] : все самое нужное в одной книге от Октябрины Ганичкиной : [секреты выращивания самых популярных овощных и зеленных культур, проверенные новейшие препараты для защиты растений, лучшие урожайные сорта : 12+]. — Москва : Эксмо, 2019. — 318, [1] с. : ил.; 21 см. — (Дачнику в подарок).; ISBN 978-5-04-100871-0 : 20 000 экз.
- Золотая энциклопедия. Огород на 6 сотках [Текст] : секреты для ленивых дачников от Октябрины Ганичкиной : [12+]. — Москва : Э, 2017. — 350 с. : ил., табл.; 21 см. — (Дачнику в подарок).; ISBN 978-5-699-93567-3 : 15 000 экз.
- Моим огородникам / Октябрина Ганичкина, Александр Ганичкин. — 7-е изд., доп. и перераб. — Москва : Эксмо, 2010. — 510, [1] с. : ил., табл.; 20 см. — (Октябрина Ганичкина советует).; ISBN 978-5-699-40333-2
- Цветы в вашем доме : создайте удивительный, красочный и изысканный зелёный мир вокруг себя! / Октябрина Ганичкина, Александр Ганичкин. — Москва : Эксмо, 2007. — 168 с. : цв. ил.; 24 см. — (Октябрина Ганичкина советует).; ISBN 978-5-699-23331-1
- Моим садоводам [Текст] / Октябрина Ганичкина, Александр Ганичкин. — 7-е изд., доп. и перераб. — Москва : Эксмо, 2013. — 360, [1] с. : ил., табл.; 20 см. — (Октябрина Ганичкина советует).; ISBN 978-5-699-61429-5
- Настольная книга огородника и садовода, или Руководство для годового цикла работ, написанное О. Ганичкиной, А. Ганичкиным, В. Фатьяновым. — Перераб. и доп. изд. — М. : Прибой, 1998. — 461 с., [8] л. ил. : ил.; 24 см; ISBN 5-7735-0079-5
- Домашнее консервирование / Октябрина Ганичкина. — Москва : Эксмо, 2006 (Ульяновск : Ульяновский Дом печати). — 318, [1] с.; 17 см; ISBN 5-699-11692-3
- Советы огородникам / Октябрина Ганичкина. — М. : Мартин, 1999. — 318, [1] с. : ил.; 20 см; ISBN 5-900033-072-4
- Полезные советы огородникам / Октябрина Ганичкина. — Москва : Эксмо, 2009. — 285, [1] с., [2] цв. ил. : табл.; 21 см; ISBN 978-5-699-33840-5
- Любимые кулинарные рецепты / Октябрина Ганичкина. — Новое доп. изд. — М. : ОНИКС 21 век, 2002. — 238, [1] с.; 14 см. — (Приятного Вам аппетита!).; ISBN 5-329-00509-4
- Консервирование : Домаш. заготовки плодов, овощей, ягод. Рецепты любимых блюд. Маринады и соленья / Октябрина Ганичкина. — М. : ЭКСМО-Пресс, 2001. — 414, [1] с. : ил.; 15 см; ISBN 5-04-008023-9
- Ранние овощи [Текст] : [рассада, огород на подоконнике, ранние сорта и скороспелые гибриды, выращивание овощей в теплице] / Октябрина Ганичкина. — Москва : Оникс, 2012. — 189, [1] с. : ил.; 21 см; ISBN 978-5-488-03044-2
- Моим цветоводам [Текст] : [агротехника луковичных, однолетних и многолетних культур, научный подход к выращиванию цветов, правила посадки, полива, подкормки, обрезки, меры борьбы с вредителями и болезнями : 12+] / Октябрина Ганичкина, Александр Ганичкин. — Изд. доп. и перераб. — Москва : Эксмо, 2015. — 254 с. : ил., портр., табл.; 20 см. — (Октябрина Ганичкина советует).; ISBN 978-5-699-77879-9
- Самоучитель начинающего садовода [Текст] : [советуют эксперты, результат 100 % : 12+] / [Ганичкина Октябрина Алексеевна, Ганичкин Александр Владимирович]. — Москва : Э, 2017. — 190 с. : ил.; 20 см. — (В саду и огороде. Советы лучших экспертов).; ISBN 978-5-699-93538-3 : 4000 экз.
- Новейшая иллюстрированная энциклопедия садовода и огородника [Текст] : [12+] / Октябрина Ганичкина, Александр Ганичкин. — Москва : Эксмо, 2019. — 287 с. : цв. ил., портр., табл.; 27 см; ISBN 978-5-04-098820-4 (светлая) : 1500 экз.
- Практическая энциклопедия садовода и огородника / Октябрина Ганичкина, Александр Ганичкин. — Москва : Оникс, 2008. — 989, [1] с.; 22 см. — (Все о саде и огороде).; ISBN 978-5-488-01855-6
- 1000 ответов на самые важные вопросы о саде и огороде / Октябрина Ганичкина, Александр Ганичкин. — Москва : Эксмо, cop. 2013. — 655 с. : ил.; 24 см; ISBN 978-5-699-60452-4